# Politique économique de Charles de Gaulle
La politique économique de Charles de Gaulle désigne l'ensemble des orientations de politique économique prises par Charles de Gaulle durant sa présidence.

## Finances publiques
De Gaulle arrive au pouvoir dans une situation où les finances publiques sont très dégradées. L'endettement de l’État en francs courants a augmenté de 65% entre 1950 et 1957, soit 22% en francs constants. Le déficit est de 650 milliards d'anciens francs en 1957.
De Gaulle met en place une politique de rigueur à son arrivée au pouvoir afin de rééquilibrer les comptes publics. Le plan de rigueur a pour objectif d'assainir la situation française, et de permettre à la France de respecter le traité de Rome de 1957 créant le marché commun. 
Le président implémente le plan Pinay-Rueff qui stabilise budgétairement le pays.
Le dégagement d'excédents budgétaires permet à la France de rembourser intégralement le reste de la dette qu'elle avait contractée auprès des États-Unis durant la Seconde Guerre mondiale.
L'intérêt sur la dette en pourcentage du PIB baisse entre 1959 et 1964 du fait d'un fléchissement des taux d'intérêt de 7,5% à 6,5%.
De Gaulle refuse que « le financement [des dépenses publiques] repose, en quoi que ce soit, sur la création de monnaie et l’accroissement chronique de la dette flottante ». Il enjoint à son Premier ministre de n'avoir recours qu'à l’épargne à long et moyen terme pour financer les déficits. Dans la pratique, le président de Gaulle met fin au circuit du Trésor en autorisant les banques commerciales à ne plus recycler les obligations publiques.
|                                                                                   | 1959 | 1960 | 1961 | 1962 | 1963 | 1964 | 1965 | 1966 | 1967  | 1968  | 1969 |
| --------------------------------------------------------------------------------- | ---- | ---- | ---- | ---- | ---- | ---- | ---- | ---- | ----- | ----- | ---- |
| Solde budgétaire (en % du PIB)                                                    | 1,6  | 1,2  | 1,2  | 0,2  | 0,45 | 1,0  | 0,7  | 0,4  | - 0,3 | - 1,2 | 0,1  |
| Intérêt sur la dette (en % du PIB)                                                | 1,2  | 1,1  | 1,1  | 1,1  | 1,0  | 0,8  | 0,9  | 0,8  | 1,0   | 1,0   | 1,0  |
| Taux de prélèvement obligatoire (en % du PIB)                                     | 31,3 | 30,5 | 31,6 | 31,7 | 32,4 | 33,4 | 33,6 | 33,5 | 33,3  | 34,1  | 34,5 |
| Poids de la Sécurité sociale dans le PIB (en %) mesuré par les cotisations reçues | 9,0  | 8,9  | 9,8  | 10,1 | 10,7 | 10,9 | 11,1 | 11,2 | 11,5  | 12,4  | 12,7 |

## Dépenses budgétaires
Entre 1960 et 1970, la dépense publique est ainsi structurée : 41% de dépenses de fonctionnement, 32% de dépenses de prestation sociales, 9% de dépenses d'investissement, et 3% de charges d'intérêt.
Les dépenses militaires chutent, passant de 6,9% du PIB à 5,5% en 1963.
Au début des années 1960, les dépenses publiques représentent 35% du PIB. En 1960, la croissance annuelle de la dépense est de 0,1%.

## Politique sociale
Une cinquantaine d'ordonnances sociales sont publiées en 1967. Un texte crée l'Agence nationale pour l'emploi. La sécurité sociale est réformée afin de mieux contrôler ses dépenses, et trois caisses (vieillesse, maladie, allocations familiales) sont créées.

## Balance commerciale
|                                            | 1959 | 1960 | 1961 | 1962 | 1963 | 1964 | 1965 | 1966 | 1967 | 1968 | 1969 |
| ------------------------------------------ | ---- | ---- | ---- | ---- | ---- | ---- | ---- | ---- | ---- | ---- | ---- |
| Taux de croissance des exportations (en %) | 12,4 | 17,7 | 5,3  | 1,2  | 8,4  | 8,3  | 10,8 | 6,9  | 7,5  | 10,5 | 15,5 |

Le taux de croissance des exportations entre 1958 et 1969 est de 10,25% entre 1958 et 1969, contre une croissance de 10,78% des importations. En RFA, les taux sont de 11,46% et 11,67% ; au Royaume-Uni, de 5,81% et 5,98% ; au Japon, de 16,95% et 15,10%.
Toutefois, lorsqu'elles sont mesurées en pourcentage du PIB, les exportations et importations ont peu augmenté (de 10% à 13%). Les parts de marché françaises augmentent : la part des exportations françaises dans les exportations mondiales passe de 4,9% en 1958 à 5,4% en 1960, et 5,5% en 1969. La suppression des contingents à l'exportation ainsi que des droits de douane ne provoquent pas une hausse nette des importations.
La balance commerciale est en excédent 1959 à 1967.

## Secteurs d'activité
La France fait partie des pays, avec l'Allemagne, qui voient leur secteur industriel croître plus vite que celui des services. La croissance de l'industrie est en effet de 7,3%/an, contre 5,5% pour les services. 

## Inflation
Le président de Gaulle hérite d'une situation de forte inflation. L'année de son élection, elle culmine à 15%. Les prix à la consommation continuent d'augmenter dans les années suivantes du fait des dévaluations, qui renchérissent les prix des importations.
De Gaulle se montre attentif à l'évolution de l'inflation et fait mettre au point par les technocrates du ministère des Finances des plans de lutte contre ce qu'il appelle « le monstre de l'inflation ». C'est le cas en 1962, avec un taux de 6%. Il est ramené à 3,4% en 1964, puis 2,6% en 1965. 

## Emploi
Le nombre des chômeurs recensés chute entre 1959 et 1964, de 140 000 à 92 000. Les conséquences du plan de rigueur se font cependant sentir dès la fin de 1964 avec une augmentation du nombre de chômeurs. Leur nombre atteint 140 000 au deuxième semestre de 1965.
Le taux de chômage moyen au sens du BIT est de 1,4% entre 1960 et 1964, 1,8% entre 1965 et 1969. La France fait à peu près aussi bien que le Japon (1,4% et 1,2%), mieux que la Grande-Bretagne (2,5% et 2,6%) et les Etats-Unis (5,6% et 3,8%), mais moins bien que l'Allemagne (0,7% et 0,9%).

## Revenu
Entre 1958 et 1969, les salaires réels croissent de 3,62%. La France fait donc mieux que le Royaume-Uni (2,98%), la Suisse (1,89%), les États-Unis (1,57%), mais moins bien que la RFA (5,28%) et le Japon (6,26%). L'augmentation des salaires ralentit à partir de 1964 et atteint une moyenne de 3%/an sur la période 1964 - 1968.
Le revenu des ménages augmente de 4,7%/an.
La part des salaires dans la valeur ajoutée des entreprises augmente, passant de 52,2% en 1957 à 52,7% en 1959, 55% en 1964, 54,4% en 1967, et réaugmente à 55,8% en 1969.
Le taux d’épargne des ménages augmente entre 1964 et 1967 de 14,9% à 16,9%.

## Productivité
La présidence bénéficie d'une hausse des gains de productivité constante sous les Trente Glorieuses : elle est en moyenne de 5,1% par an entre 1950 et 1973. Entre 1959 et début 1964, la productivité du travail augmente de 4,8% par an. De 1964 à début 1968, les gains de productivité sont de 4,9%/an, dont 9,7% sur la dernière année pleine.

## Investissement
L’investissement total augmente de 8,2 % par an en moyenne, grâce aux fruits de la croissance. L'investissement des entreprises est de 7,3% par an.
La politique de rigueur ralentit la croissance des investissements, qui passe de 9% à 4,4% en 1963 et 1964.

## Politique monétaire

### Dévaluations
De Gaulle ordonne une dévaluation du franc de 17,5%. Il s'agit alors de la septième depuis la fin de la Seconde guerre mondiale.

### Monnaie de réserve et mécanisme monétaire européen
Le président remet en cause le dollar américain comme monnaie de réserve internationale. Il déclare que son statut de monnaie de réserve tenait à « la possession par l’Amérique de la plus grande partie de l’or du monde », et que, cette condition n'étant plus remplie, les pays européens devaient s'entendre pour fixer entre eux un mécanisme monétaire commun.

### Autres
Les achats d'or augmentent : de 516 tonnes d'or à la fin de l'année 1957, les réserves passent à 2 700 tonnes à la fin de 1963.
La masse monétaire M2 augmente de 19% entre 1968 et 1969. La masse M1 augmente de 9%.

## Croissance
Le taux de croissance du PIB sous de Gaulle est de 5,48% en France. Il est supérieur au taux de croissance du PIB du Royaume-Uni sur la même période (3,20%), des Pays-Bas (5,40%), de la Belgique (4,71%), de la Suède (4,55%), de la Suisse (4,92%) et des États-Unis (4,26%). Il est toutefois inférieur à celui de la RFA (5,80%), de l'Italie (5,87%), et du Japon (11,06%).
|                                  | 1959 | 1960 | 1961 | 1962 | 1963 | 1964 | 1965 | 1966 | 1967 | 1968 | 1969 |
| -------------------------------- | ---- | ---- | ---- | ---- | ---- | ---- | ---- | ---- | ---- | ---- | ---- |
| Taux de croissance du PIB (en %) | 2,7  | 8,0  | 5,0  | 6,8  | 6,2  | 6,7  | 4,9  | 5,3  | 4,9  | 4,5  | 7,1  |

Le taux de croissance de la présidence du général de Gaulle est supérieur d'un point à celui de la période 1950 - 1958.